# Roeselia godalma
Roeselia godalma är en fjärilsart som beskrevs av Max Wilhelm Karl Draudt 1918. Roeselia godalma ingår i släktet Roeselia och familjen trågspinnare. Inga underarter finns listade.